# Hrabstwo Charles City

Piramida wieku hrabstwa

Hrabstwo Charles City – hrabstwo w USA, w stanie Wirginia, według spisu z 2000 roku liczba ludności wynosiła 6926. Siedzibą hrabstwa jest Charles City.

## Geografia
Według spisu hrabstwo zajmuje powierzchnię 529 km², z czego 473 km² stanowią lądy, a 56 km² – wody.

### CDP
- Charles City